# Овен Вейндал
Овен Вейндал (нід. Owen Wijndal, нар. 28 листопада 1999, Зандам) — нідерландський футболіст, захисник амстердамського «Аякса».

## Клубна кар'єра
Народився 28 листопада 1999 року в місті Зандам. Вихованець футбольної школи клубу АЗ, в академію якого він перебрався в 2010 році. Виступав за юнацькі і молодіжні команди клубу, а з 2016 року став виступати і за резервну команду «Йонг АЗ», в якій провів три сезони, взявши участь у 59 матчах третього та другого дивізіону країни.
4 лютого 2017 дебютував за основну команду в поєдинку Ередивізі проти ПСВ, вийшовши в стартовому складі і провівши на полі весь матч. З сезону 2019/20 став основним гравцем клубу. За шість сезонів відіграв за команду з Алкмара 104 матчі в національному чемпіонаті.
12 липня 2022 року за 10 мільйонів євро перебрався до амстердамського «Аякса», з яким уклав п'ятирічну угоду.

## Виступи за збірні
2016 року дебютував у складі юнацької збірної Нідерландів (U-17), з якою того ж року був учасником юнацького чемпіонату Європи Азербайджані, де він зіграв п'ять матчів і дійшов з командою до півфіналу, де «помаранчеві» поступились Португалії. Загалом на юнацькому рівні взяв участь у 44 іграх.
З 2019 року залучався до складу молодіжної збірної Нідерландів. На молодіжному рівні зіграв у 6 офіційних матчах.
19 серпня 2020 року Вейндал був вперше викликаний до національної збірної на матчі Ліги націй УЄФА 2020/21 проти Польщі та Італії. Дебютував за національну команду в офіційних іграх у жовтні того ж року, а вже влітку наступного став учасником Євро-2020, де виходив на заміну у двох іграх.
| Дата       | Місто     | Господарі  | Результат | Гості                | Турнір                               | Голи | Примітки |
| ---------- | --------- | ---------- | --------- | -------------------- | ------------------------------------ | ---- | -------- |
| 7-10-2020  | Амстердам | Нідерланди | 0 – 1     | Мексика              | товариський матч                     | −    |          |
| 11-11-2020 | Амстердам | Нідерланди | 1 – 1     | Іспанія              | товариський матч                     | -    |          |
| 15-11-2020 | Амстердам | Нідерланди | 3 – 1     | Боснія і Герцеговина | Ліга націй УЄФА 2020-2021 - 1-й етап | -    | 79'      |
| 18-11-2020 | Хожув     | Польща     | 1 – 2     | Нідерланди           | Ліга націй УЄФА 2020-2021 - 1-й етап | -    | 70'      |
| 24-3-2021  | Стамбул   | Туреччина  | 4 – 2     | Нідерланди           | Відбір до ЧС 2022                    | -    | 82'      |
| 27-3-2021  | Амстердам | Нідерланди | 2 – 0     | Латвія               | Відбір до ЧС 2022                    | -    |          |
| 30-3-2021  | Гібралтар | Гібралтар  | 0 – 7     | Нідерланди           | Відбір до ЧС 2022                    | -    |          |
| 2-6-2021   | Фару      | Нідерланди | 2 – 2     | Шотландія            | товариський матч                     | -    | 69'      |
| 6-6-2021   | Енсхеде   | Нідерланди | 3 – 0     | Грузія               | товариський матч                     | -    | 73'      |
| 13-6-2021  | Амстердам | Нідерланди | 3 – 2     | Україна              | ЧЄ 2020 - 1-й етап                   | -    | 64'      |
| 17-6-2021  | Амстердам | Нідерланди | 2 – 0     | Австрія              | ЧЄ 2020 - 1-й етап                   | -    | 65'      |
| Усього     |           | Матчів     | 11        |                      | Голів                                | 0    |          |